# لارا ترمب
لارا ترمب (بالإنجليزية: Lara Trump) هي منتجة تلفزيونية أمريكية، ولدت في 12 أكتوبر 1982 في ويلمينغتون في الولايات المتحدة.

## وصلات خارجية
- لارا ترمب على موقع IMDb (الإنجليزية)
- لارا ترمب على موقع قاعدة بيانات الفيلم (الإنجليزية)